# Ismaël Jude
 (mai 2023).
La mise en forme du texte ne suit pas les recommandations de Wikipédia : il faut le « wikifier ».
Les points d'amélioration suivants sont les cas les plus fréquents. Le détail des points à revoir est peut-être précisé sur la page de discussion.
- Les titres sont pré-formatés par le logiciel. Ils ne sont ni en capitales, ni en gras.
- Le texte ne doit pas être écrit en capitales (les noms de famille non plus), ni en gras, ni en italique, ni en « petit »…
- Le gras n'est utilisé que pour surligner le titre de l'article dans l'introduction, une seule fois.
- L'italique est rarement utilisé : mots en langue étrangère, titres d'œuvres, noms de bateaux, etc.
- Les citations ne sont pas en italique mais en corps de texte normal. Elles sont entourées par des guillemets français : « et ».
- Les listes à puces sont à éviter, des paragraphes rédigés étant largement préférés. Les tableaux sont à réserver à la présentation de données structurées (résultats, etc.).
- Les appels de note de bas de page (petits chiffres en exposant, introduits par l'outil «  Source ») sont à placer entre la fin de phrase et le point final[comme ça].
- Les liens internes (vers d'autres articles de Wikipédia) sont à choisir avec parcimonie. Créez des liens vers des articles approfondissant le sujet. Les termes génériques sans rapport avec le sujet sont à éviter, ainsi que les répétitions de liens vers un même terme.
- Les liens externes sont à placer uniquement dans une section « Liens externes », à la fin de l'article. Ces liens sont à choisir avec parcimonie suivant les règles définies. Si un lien sert de source à l'article, son insertion dans le texte est à faire par les notes de bas de page.
- La présentation des références doit suivre les conventions bibliographiques. Il est recommandé d'utiliser les modèles {{Ouvrage}}, {{Chapitre}}, {{Article}}, {{Lien web}} et/ou {{Bibliographie}}. Le mode d'édition visuel peut mettre en forme automatiquement les références.
- Insérer une infobox (cadre d'informations à droite) n'est pas obligatoire pour parachever la mise en page.

Pour une aide détaillée, merci de consulter Aide:Wikification.
Si vous pensez que ces points ont été résolus, vous pouvez retirer ce bandeau et améliorer la mise en forme d'un autre article.
Ismaël Jude est un auteur et metteur en scène de théâtre français né en 1976 à Saint-Omer (Pas-de-Calais). Il est docteur en littérature pour une thèse consacrée à la relation entre le théâtre et la philosophie chez Gilles Deleuze.

## Biographie
Après des études de philosophie et d'arts du spectacle, Ismaël Jude effectue un doctorat en littératures française et comparée à  l'université Paris IV Sorbonne sous la direction de Denis Guénoun. Il obtient son doctorat en 2012 et publie par la suite sa thèse intitulée Gilles Deleuze, théâtre et philosophie. La méthode de dramatisation, aux éditions Sils Maria.
Il collabore par la suite avec des metteurs en scène et, notamment en tant que chercheur-dramaturge avec Philippe Quesne (2016) pour La Nuit des taupes jouée au théâtre Nanterre Amandiers.
En 2022, il se forme et devient thérapeute à médiation artistique. En août-septembre 2022, il effectue une résidence organisée par La Marelle à La Ciotat où il écrit les textes de "Psychanalyse des fleurs". Le dispositif a été présenté au festival Mondes Nouveaux aux Beaux-Arts de Paris en avril 2023. 

## Œuvres

### Romans
- Dancing with myself, éditions Verticales, 2014[6],[7],[8].
- Vivre dans le désordre, éditions Verticales, 2019[9]. Prix Jésus Paradis du deuxième roman, 2020[10].
- Grief, éditions Verticales, 2022[11],[12].

### Essais
- Gilles Deleuze, théâtre et philosophie. La méthode de dramatisation, thèse de doctorat, éditions Sils Maria, 2013.
- Sur le théâtre de Philippe Quesne. L’Antroposcène et ses troglodytes, éditions L’Harmattan, coll. Univers théâtral, 2018[13].

### Dramaturgie
- La nuit des Taupes, spectacle créé par Philippe Quesne, 2016[2].